# Internet en Nicaragua
"Internet en Nicaragua" inició el 13 de octubre de 1989 cuando mediante el "Nodo Nicarao" se habilitaron servicios de correo electrónico (email), transferencia de archivos (ftp) y Usenet (news) basados en UUCP (Protocolo de copia de Unix a Unix) usando una computadora personal IBM AT con sistema operativo Xenix. Este nodo era administrado por la Coordinadora Regional de Investigaciones Económicas y Sociales (CRIES) y existieron subnodos en la Escuela de Computación, Recinto Universitario "Simón Bolívar" (RUSB) de la UNI y en Sistemas Industriales, RL (Centro Comercial Nejapa), ambos en la ciudad de Managua.
Actualmente es administrado por la Universidad Nacional de Ingeniería y se conecta a la red global mediante la red de cableado submarino ARCOS-1. 
Tiene un total de 298 mil hosts. 
Cuenta con 770 mil usuarios, 95 mil subscriptores de red fija y 58 mil subscriptores de red móvil.

## Historia
El dominio de nivel superior geográfico (ccTLD) para Nicaragua es .ni y fue el quinto ccTLD delegado en América Latina, gracias al impulso de Cornelius Hopmann reconocido como el "Precursor de la Computacion y la Internet en Nicaragua". Cornelio contó con el entusiasmo y dedicación de Teresa Ortega y Esmilda Sáenz, quienes formaron parte de la primera generación de graduados en la carrera Ingeniería en Computación que fundó en 1985. Sáenz contribuyó a la conexión mediante Packet Radio del Recinto Universitario "Pedro Aráuz Palacios" (RUPAP).